# مارتينيك
مارتينيك (بالفرنسية: Martinique) هي جزيرة تقع في شرق البحر الكاريبي الي الشمال من ترينيداد وتوباغو. مساحتها 1128 كم2 وعدد سكانها 398000 نسمة (2005). وهي من مجموعة جزر الأنتيل الصغرى . تعتبر أحد الأقاليم الستة والعشرين المكونة للأراضي الفرنسية.

## أصل الكلمة
يُعتقد أن مارتينيك هو تحريف للاسم الذي أطلقه عليها شعب تاينو (ماديانا، وتعني «جزيرة الزهور»، أو ماتينينو، وتعني «جزيرة النساء»)، كما نُقل إلى كريستوفر كولومبوس عندما زار الجزيرة في عام 1502. وفقًا للمؤرخ سيدني داني، أطلق شعب الكاريب على الجزيرة اسم جواناكيرا أو واناكيرا والتي تعني «جزيرة الإغوانا».

## التاريخ

### قبل الوصول الأوروبيين
أول من سكن الجزيرة هم أراواك، ثم الكاريب، اما سكان الكاريبي فقد هاجروا من البر الرئيسي إلى الجزر حوالي عام 1201 م.

### وصول الأوروبيين
وصل كريستوف كولومبوس إلى الجزيرة عام 1502 م في رحلته الخامسة، وبدأ الفرنسيون استعمارهم للجزيرة عام 1635 م وجعلوا فور دو فرانس العاصمة.. وجعلت الحكومة الفرنسية من الجزيرة جزءاً من إدارة ماوراء البحار أي مقاطعة إدارية عام 1946، وفي عام 1958 اختارت الجزيرة أن تبقى تابعة لفرنسا، ويمثلها حاليًا ثلاثة نواب في مجلس النواب الفرنسي ويحكمها الآن مجلس عام ينتخبه السكان.

## أهم المنتجات
النفط المكرر والأسمدة والشمام والموز وقصب السكر.

## الحكم
مارتينيك هي جماعة خاصة. وهي أيضًا منطقة بعيدة عن الاتحاد الأوروبي. سكان المارتينيك مواطنون فرنسيون يتمتعون بحقوق سياسية وقانونية كاملة. ترسل مارتينيك أربعة نواب إلى الجمعية الوطنية الفرنسية وعضوين إلى مجلس الشيوخ الفرنسي.
خلال استفتاء في 24 يناير 2010 وافق سكان مارتينيك بنسبة 68.4% على تغيير وضع الجزيرة ليكون «جماعة خاصة» في إطار المادة 73 من دستور الجمهورية الفرنسية.
مارتينيك ممثلة أيضًا في المجلس الاقتصادي والاجتماعي والبيئي من قبل بيير ماري جوزيف منذ 26 أبريل 2021.

## التركيبة السكانية
ينحدر أغلب السكان من الأفارقة الذين جلبوا إلى الجزيرة للعمل في مزارع السكر خلال الحقبة الاستعمارية. ويشكل البيض 5% وأغلب هؤلاء من الفرنسيين والإسبان، والهنود الحمر (الكاريب)، وهناك أقليات هندية (من تاميل نادو)، وسريان لبنانيين وسوريين وصينيين.

## الدين
%90 هم من الروم الكاثوليك و5% هندوس، 5% ينتمون إلى ديانات أخرى.

## أعلام
- جان ميشيل سيغر
- إدوارد لو
- تشارلز فرانسيس أكونيس
- بيتر ديلون
- جيري مورو
- جورج ماري آن
- كريستوف جوغون
- ميكائيل بيرون
- بوليت ناردال
- روبرت إف. ر. لويس